# Edmund Pnischeck
Edmund Anton Pnischeck (* 19. Februar 1883 in Bad Kreuznach; † 11. April 1954 in Eltville) war ein deutscher Politiker (Zentrum).

## Leben
Pnischeck war der Sohn des Obergärtners Matthias Pnischeck (* 20. Februar 1847 in Drobnin; † 15. Januar 1936 in Kirchheimbolanden) und dessen Ehefrau Katharina geborene Faust (* 27. Mai 1844 in Johannisberg; † 1. August 1914 in Bad Kreuznach). Pnischeck, der katholischer Konfession war, heiratete am 7. September 1910 in Polch Anna Geishecker (* 8. Juli 1888 in Polch; † 29. Mai 1975 in Erbach/Rheingau), die Tochter des Gast- und Landwirts Johann Geishecker (1847–1928).
Er besuchte von 1889 bis 1900 die Volks- und Realschule und machte danach eine Ausbildung bei der Stadt- und Polizeiverwaltung in Bad Kreuznach. 1902/1903 leistete er seinen Militärdienst als Einjährig-Freiwilliger in Wiesbaden. 1908 wurde er Stadtsekretär in Neuerburg (Kreis Bitburg) und danach Gemeindesekretär in Polch.
Im Juli 1911 wurde er zum Bürgermeister der Gemeinde Elz (Kreis Limburg) gewählt. Von September 1918 bis November 1918 war er Bürgermeister in Niederjeutz (Lothringen). Nach der Besetzung Elsaß-Lothringens 1918 arbeitete er in der Kreisverwaltung in Limburg.
Von März bis Juli 1919 war er kommissarischer Bürgermeister und danach regulär Bürgermeister in Lorch am Rhein. Die Alliierte Rheinlandbesetzung führte dort zu einem historischen Kuriosum, dem „Freistaat Flaschenhals“. Pnischeck wurde zum Stellvertreter des Landrats Robert Büchting ernannt und faktisch Verwaltungschef des Freistaates Flaschenhals.
Von 1924 bis 1933 war er (1924 zunächst als Nachrücker für den verstorbenen Jakob Gräf) für den Wahlkreis Rheingaukreis Abgeordneter im Nassauischen Kommunallandtag und des Provinziallandtags der Provinz Hessen-Nassau. Im Kommunallandtag war er Vorsitzender des Rechnungsprüfungsausschusses und Mitglied des Finanz-, Ältesten-, Beamten- und Eingabenausschusses. Er war Mitglied des Bezirksausschusses (als Stellvertreter bzw. als ordentliches Mitglied), des Landesausschusses (Stellvertreter) und des Verwaltungsrates der Nassauischen Landesbank.
Von 1926 bis 1943 gehörte er dem Kreisausschuss des Rheingaukreises an. Nach der Machtergreifung der Nationalsozialisten blieb er trotz seiner Parteizugehörigkeit als Bürgermeister und Kreisausschussmitglied im Amt. Im September 1945 legte er auf Verlangen der US-Militärregierung das Bürgermeisteramt nieder.
Nach den Kommunalwahlen in Hessen 1946 wurde er im Oktober 1946 Bürgermeister von Eltville am Rhein und schied 1952 aus diesem Amt aus.
Er wurde zum Ehrenbürger von Lorch ernannt.

## Werke
- 1924: Der Freistaat Flaschenhals. Das groteskeste Gebilde der Besatzungszeit